# Angoisse
Pour les articles homonymes, voir Angoisse (homonymie).
 (octobre 2015).

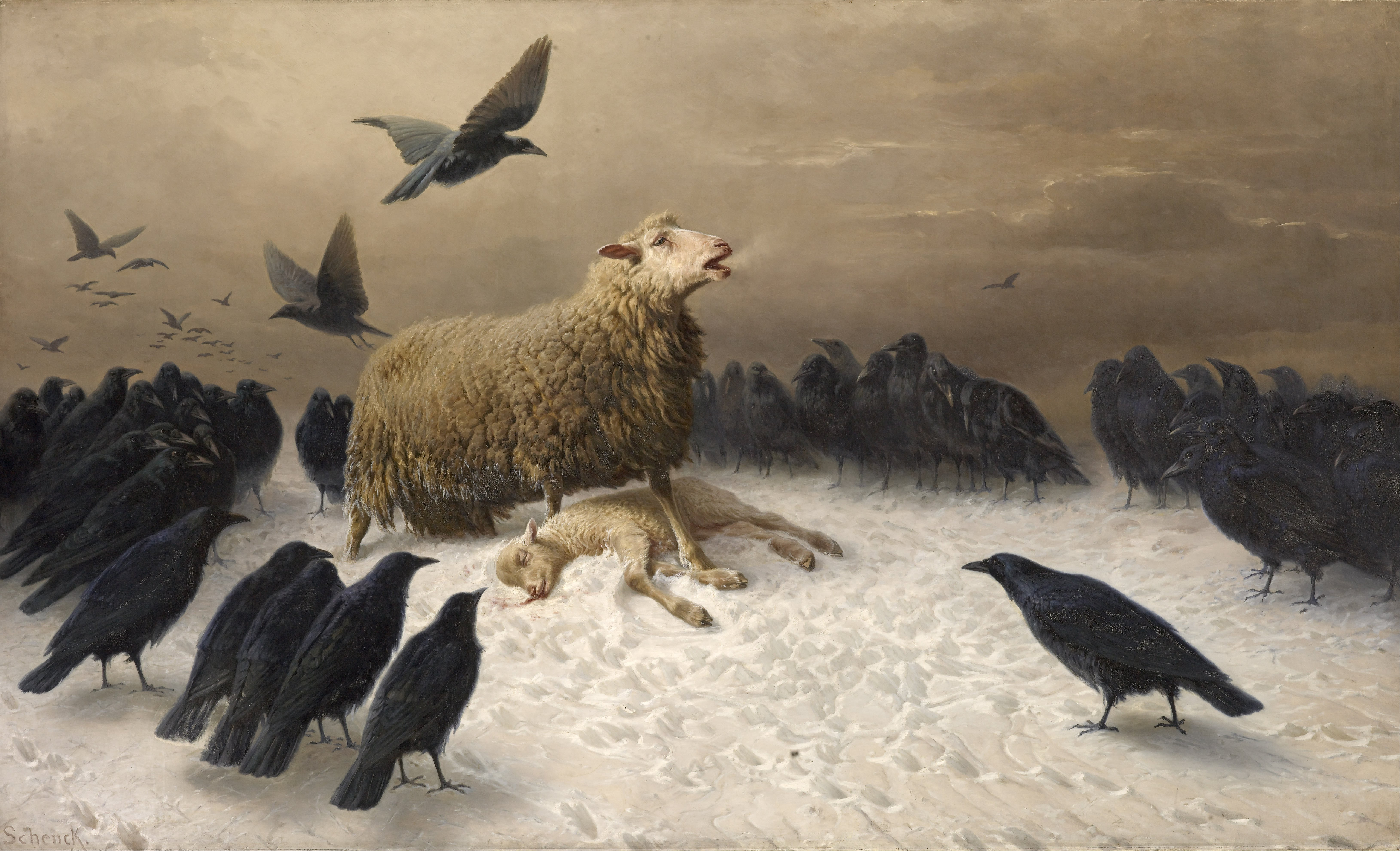
Angoisses, huile sur toile d'August Friedrich Schenck (1878, National Gallery of Victoria)

L’angoisse possède plusieurs sens et définitions mais il s’agit avant tout d’une expérience « psychométaphysique ». Avant d'être considérée comme un sujet pour la psychologie, l'angoisse a fait l'objet d'une réflexion philosophique qui plonge ses racines dans la question de l'Être (Qui suis-je ? D'où viens-je ? Qu'est-ce que l’éternité, le néant, la mort, etc. ?). La psychopathologie de l'angoisse retrouve à un niveau individuel un questionnement universel, les deux sont inséparables même si pratiquement, elles ne doivent pas être confondues. Saint Augustin, Pascal, Kierkegaard, Heidegger, Jean-Paul Sartre parmi les philosophes et Karl Jaspers et Pierre Janet pour la psychologie, Sigmund Freud pour la psychanalyse ont chacun traité à leur manière cette question de l'angoisse, questions sur la mort, les origines, etc. L'angoisse n'est réductible ni à une manifestation psychologique ni à une question philosophique, elle est l'une et l'autre dans ses fondements.
1. En philosophie, le sujet a été traité par plusieurs auteurs et particulièrement l'existentialisme pour lequel elle prend la valeur d'un questionnement sur la condition humaine.
2. En psychopathologie il désigne un état de mal-être qui se manifeste par une sensation interne d'oppression et de resserrement ressentie au niveau du corps. Ceci s'accompagnant généralement d'une crainte de malheurs ou de mort imminente contre lesquelles le sujet se sent impuissant. L'angoisse n'est pas un signe psychopathologique en lui-même mais le miroir d'un ensemble de phénomènes affectifs ; toutefois, si elle devient trop fréquente voire continue l'angoisse devient un symptôme pouvant être corrélée à d'autres signes particuliers pour former un syndrome, ou se présenter de manière isolée à travers l'anxiété généralisée, ou névrose d'angoisse. Dans certaines situations cliniques, une absence d'angoisse peut être aussi alarmante qu'un excès.
3. En psychanalyse freudienne, l'angoisse est un concept métapsychologique élaboré dans la première topique en tant que conséquence du refoulement puis, révisé et approfondi dans la seconde en tant qu'origine du refoulement, et, dès lors, considérée comme la manifestation clinique signal d'un conflit intrapsychique.

## Définition

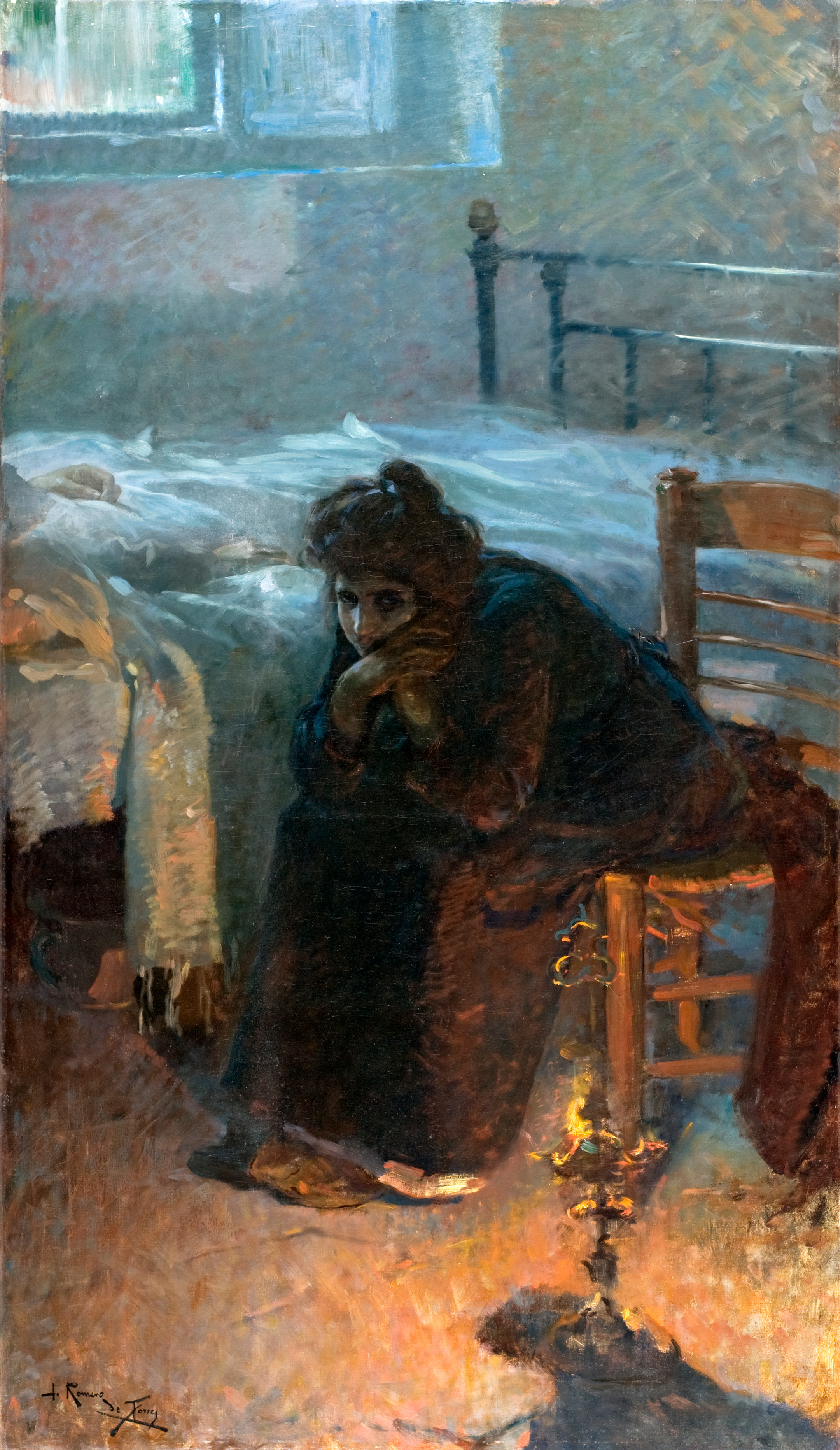
"Des heures d'angoisse" (Julio Romero de Torres, 1904).

Angoisse : 1. Sentiment de resserrement de la région épigastrique avec difficulté de respirer et grande tristesse : « Ce malade éprouve des angoisses très douloureuses ». 2. Grande affliction avec inquiétude. 3. Poire d'angoisse, poire d'un goût très âpre. Étymologiquement : angustia resserrement, d’angustus, étroit, lequel vient d’ango, serrer.

### En philosophie
La notion d'angoisse semble avoir émergé en philosophie avec Kierkegaard (1813-1855) dans son ouvrage Le concept de l'angoisse. Non loin de la définition qu'en fait la psychanalyse elle sera alors fréquemment utilisée par les philosophes contemporains pour désigner un état d'inquiétude métaphysique et morale.
- « (…) L'angoisse exprime au niveau de la conscience de soi le vertige de l'individu auquel s'offre une pluralité de possibilités contradictoires : le point origine de notre liberté définit en même temps l'origine du péché et de la culpabilité, et c'est en ce point de rupture que l'homme prend connaissance de lui-même en se prenant en charge. L'existence humaine est ainsi une existence par défaut; c'est pourquoi devant Dieu, nous avons toujours tort (…) ».

Georges Gusdorf (1912-2000) à propos de Kierkegaard.
- « Les philosophes contemporains, après s'être quelque temps complu dans l'inquiétude, se servent aujourd'hui du mot "angoisse" pour désigner cette conscience de notre destinée personnelle qui nous tire à chaque instant du néant en ouvrant devant nous un avenir où notre existence se décide »[4].

Louis Lavelle (1883-1951).
- Le concept d'angoisse revêt dans l'« analyse existentiale » de Martin Heidegger un sens tout à fait neuf et une acuité qui a fasciné ses premiers lecteurs[5].

### En psychologie

#### Comportementaliste
Dans l'approche psychologique inspirée du béhaviorisme, l'angoisse se définit comme un comportement lié à une émotion durable de peur sans objet externe clairement identifié. Dans cette approche on distingue lacrise d'angoisse de l' attaque de panique. Une crise d'angoisse se caractérise par une période bien délimitée de craintes et de malaises intenses, avec au minimum quatre des symptômes suivants, survenant en moins de dix minutes.
1. palpitations, battements de cœur
2. transpiration
3. tremblements
4. impression d'étouffement
5. sensation d'étranglement
6. douleur, gêne thoracique
7. nausée ou gêne abdominale
8. sensation de vertige ou d'évanouissement
9. déréalisation (sentiment d'irréalité) ou dépersonnalisation (être détaché de soi)
10. peur de perdre le contrôle de soi ou de devenir fou
11. peur de mourir
12. sensations d'engourdissement
13. frissons ou bouffées de chaleur
14. fatigue
15. pleurs

Parmi les approches symptomatiques - le DSM-IV et la CIM-10 - proposent une catégorie : Trouble de l'anxiété, dont un trouble de l'anxiété généralisée.

#### Psychanalyse
Les théorisations de l'angoisse de Sigmund Freud se complètent. On distingue généralement deux conceptions de mécanismes intrapsychiques, qui la plupart du temps sont inconscients et n'apparaissent qu'à travers la parole de la cure, le dessin pour les enfants, ou par des médiations plus ou moins sublimées :
- la première théorisation considère l'angoisse comme secondaire au refoulement : l'affect sexuel délié de la représentation refoulée est transformé en angoisse.
- la seconde considère l'angoisse comme un « signal » devant l'imminence d'un danger notamment interne ; l'angoisse est donc ici un processus de défense mis en place par le Moi, face à l'afflux d'excitation pulsionnelle : l'angoisse précède donc le refoulement dans cette conception[6].
- liée à la précédente, « l'angoisse automatique » est une réaction spontanée de l'organisme devant une situation traumatique, externe ou interne.

On peut distinguer à travers l'analyse des colorations qualitatives de l'angoisse, selon l'objet de crainte :
- l'angoisse de castration est propre à la névrose ; la discussion portera par exemple sur la description que fait Freud de l'inconscient comme ignorant la négation – ici « ne pas avoir »[pas clair] ;
- l'angoisse de type dépressif (Donald Winnicott) est la crainte de perdre l'objet (et non nécessairement le phallus), elle se rapporte entre autres à la position dépressive ; elle se retrouve dans les organisations de type borderline, selon Jean Bergeret (psychanalyste)[7]
- l'angoisse de mort, plus précoce, est de nature psychotique ; elle est liée à l'angoisse de morcellement qui porte plus sur l'être que sur l'avoir ; le psychotique est terrorisé par l'annihilation dont le morcellement est le vecteur.

#### Analyse reichienne
- L'angoisse d'orgasme décrite par Wilhelm Reich (1897-1957) comme la peur de la perte de soi à l'approche de l'acmé ; cette angoisse se manifeste dans l'analyse, au moment où la solution de la peur de la perte de soi, perte de soi normalement liée à l'orgasme, se manifeste sous forme d'angoisse de chute[8].
- Les angoisses de structure bio-psychique sont étudiées par Wilhelm Reich dans son ouvrage L'Analyse caractérielle de 1933.